# Lightning Bolt
Lightning Bolt − нойз-рок дуэт из Провиденс, штат Род-Айленд, состоящий из Брайана Чиппендеила и Брайана Гибсона. Lightning Bolt является наиболее известной группой из Род-айлендской художественной школы.
Основанная в 1994 году, группа состояла из Брайана Чиппендейла на ударных, Брайана Гибсона на бас гитаре, и гитариста/вокалиста Хишама Баруши, который присоединился к группе сразу же после их первого выступления. Чиппендейл принял на себя обязанности вокалиста, когда Баруша покинул группу в 1996 году. Позже Баруша присоединился к группе Black Dice в качестве барабанщика.

## Звучание
Наиболее сильно на звучание группы повлияли японские нойз-рок-группы, такие как Boredoms и Ruins, а также джазовый композитор Sun Ra.
Чиппендеил не пользуется обычными микрофонными стойками и обычными микрофонами. Вместо этого он использует микрофон, встроенный в домашний телефон, держа его во рту или прикрепленным к маске. Чиппендеил также использует KMD 8021 Drum Exciter, простой синхронизатор ударных.
Как и многие другие нойз-рок-группы, Lightning Bolt играют крайне шумную, агрессивную музыку. Возможно, из-за этого группа никогда не были сторонниками студийной записи. Когда они записали на студии пять треков для своего дебютного альбома 1999 года, они отбраковали четыре из них, и заменили их lo-fi треками, записанными во время разных выступлений в 97 и 98 годах. Альбомы Ride the Skies и Wonderful Rainbow записывались уже на студии. Около половины треков для альбома Hypermagic Mountain были записаны в домашних условиях, прямо на аудиокассету. 
Лирика Lightning Bolt очень незамысловатая и ироничная, охватывающая такие темы как: волшебные сказки, хевиметаллические клише, терроризм, анархия и супергерои. Изредка затрагиваются политические темы (например, песня «Dead Cowboy»), хотя они сделаны в том же юмористическом ключе. Обложки альбомов, названия песен и названия альбомов выполнены в непосредственном, детском стиле.

## Живые выступления
Lightning Bolt знамениты выступлениями в местах, в которых обычно не играют известные группы. Они предпочитают играть в зале, нежели чем на сцене, создавая вокруг себя плотное окружение из зрителей. Они также известны тем, что начинают играть сразу же после того, как отыграет предыдущая группа, часто удивляя публику. Чиппендеил часто надевает странную маску, выкрашенную в яркие цвета, сделанную из различных кусков одежды.
Lightning Bolt играли в полдень у дверей дома радио-диджея Джона Пила во время All Tomorrow's Parties Festival в 2004 году. Также они играли на крыше едущего грузовика, на кухне и на парковке заброшенного кинотеатра под открытым небом.

## Дискография

### Альбомы
- Lightning Bolt (Load) (1999)
- Zone 50-minute companion cassette (Load) (1999)
- Ride the Skies (Load) (2001)
- Wonderful Rainbow (Load) (2003)
- Hypermagic Mountain (Load) (2005)
- Earthly Delights (Load) (2009)
- Fantasy Empire (Thrill Jockey) (2015)
- Sonic Citadel (Thrill Jockey) (2019)

### 7" записи
- Split (with Forcefield) (1997)
- Conan (2000)
- Ultra Cross Vol. 1 (split with Guitar Wolf) (Ki/oon Records) (2006) (выпущен только в Японии)[1]

### Видео
- The Power of Salad DVD (2003)
- Pick a Winner (2004)

### Треки на компиляциях
- Repopulation Program (Load) (1996)
- Fruited Other Surfaces (Vermiform) (1999)
- You're Soaking in It (Load) (1999)
- Bad Music for Bad People (Trash Art) (2000)
- Mish Mash Mush Mega Mix (2000)
- U.S. Pop Life Vol. 7: Random Access Music Machine (2001)
- KFJC Live from the Devil's Triangle Vol. III (2001)
- Real Slow Radio (Fort Thunder) (2001)
- Old Tyme Lemonade (Hospital Productions) (2001)
- If The Twenty-First Century Didn't Exist, It Would Be Necessary To Invent It (5RC) (2002)
- U.S. Pop Life Vol. 12: Random Slice of Life at Ft. Thunder - Bands Who Played At (2002)
- I Love Guitar Wolf...Very Much (Narnack Records) (2005)
- A Benefit For Our Friends (DMBQ Tribute CD) (No label) (2005)
- The Supermassive Selection CD by Muse (CD accompanying NME Magazine 16.06.2007)